# تاريخ لاوس منذ 1945
تتناول هذه المقالة تفاصيل تاريخ لاوس منذ عام 1945.
تتبع هذه المقالة نظام النقل الحرفي للأسماء اللاوية المستخدم في كتاب مارتن ستيوارت-فوكس تاريخ لاوس. قد يختلف عن الأنظمة المستخدمة في مقالات أخرى.

## مملكة لاوس

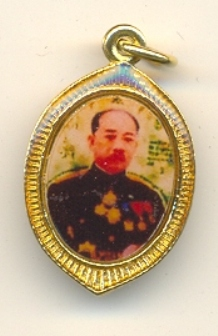
ميدالة الأمير فيتزارات

في 27 أغسطس 1945، أخذ الأمير فيتزارات فيانغ تشان من اليابانيين متوليًا مسؤوليتها، على الرغم من أنه كرئيس وزراء لوانغ فرابانغ لم يكن لديه أي سلطة خارج حدود المملكة. كان الفرنسيون يسيطرون بالفعل على لوانغ فرابانغ، وبدعم من أمير شامباساك، استعادوا سيطرتهم أيضًا في الجنوب. عندما اتضح أن الملك لن يغير موقفه فيما يتعلق بولائه لفرنسا، أعلن فيتزارات (الذي لم يكن مولعًا بالملك أو ولي العهد) بشكل انفرادي توحيد البلاد، اسميًا في ظل تاج لوانغ فرابانغ، ثم أعلن استقلال لاو.
في سبتمبر، وصل الجيش الصيني ليجد أن حكومة لاو من نوع ما كانت مسؤولة عن فيانغ تشان. لم يكن القائد الصيني واثقًا بشأن ما يجب فعله، وانتهى الأمر باعترافه بفيتزارات، وفي لوانغ فرابانغ، انتزع الصينيون الأسلحة من القوات الفرنسية. على الرغم من ذلك، رفضت حكومات الحلفاء الاعتراف بحكومة فيتزارات، وفي أكتوبر، نصح ديغول الملك عن طريق برقية بإقالته من منصب رئيس وزراء لوانغ فرابانغ. ردًا على ذلك، أعلن فيتزارات خلع الملك.
كلف فيتزارات أخاه غير الشقيق الأصغر سوفانوفونج بمسؤولية تنظيم الدفاع عن لاوس المستقلة الجديدة مع منحه ألقاب وزير الدفاع ووزير الداخلية. كان سوفانوفونج متزوجًا من فيتنامية وقضى معظم الحرب في فيتنام، حيث أصبح مؤيدًا مقربًا وحليفًا لهو تشي منه. بناء على نصيحته، دعمت قوات هو تشي حكومة فيتزارات، ولكنهم استطاعوا توفير القليل فقط من القوات التي كانت في خضم النضال ضد الفرنسيين في فيتنام، والتي لطالما كانت أولويتهم الأولى. أصبح سوفانافوما، شقيق فيتزارات، وزيرا للأشغال العامة. من بين أولئك الذين قدموا من فيتنام مع سوفانوفونج كان كايسون فومفيهان، الذي كان نصف فيتنامي وشيوعيًا متفانيًا، وأصبح في الوقت المناسب زعيم الشيوعيين اللاويين والوكيل الرئيسي لفيتنام في لاوس. هكذا، بحلول نهاية عام 1945، كان جميع قادة الثلاثين سنة القادمة من الصراع السياسي في مكانهم.
كانت ادعاءات حكومة لاو وهمية إلى حد كبير. فقط وجود الجيش الصيني في وضع محتل للنصف الشمالي من البلاد هو الذي منع الفرنسيين من مهاجمة فيانغ تشان من قاعدتهم في جنوب البلاد. كانت تايلاند والحلفاء متشككين في الدور الواضح للشيوعيين في الحكومة، على الرغم من أنه كان في الواقع طفيفًا جدًا. في مارس 1946، اقتنع الصينيون أخيرًا بالتوقف عن نهب البلاد والعودة إلى ديارهم، وكانت هذه إشارة للفرنسيين للتقدم إلى سافانخت.
قاد سوفانوفونج قواته المتنافرة للقاء الفرنسيين قبل وصولهم إلى فيانغ تشان، ولكنهم هُزِموا في ثاكيك، وأصيب سوفانوفونج  نفسه بجروح بالغة. هربت حكومة لاو الحرة إلى تايلاند وشكلت حكومة في المنفى في بانكوك. في 24 أبريل، احتل الفرنسيون فيانغ تشان، وفي منتصف مايو، وصلوا إلى لوانغ فرابانغ لإنقاذ الملك الممتن. كمكافأة على ولائه، أعلنه الفرنسيون في أغسطس ملك لاوس. ألغيت إمارة شامباساك، وعُوِّض الأمير بونيم نا شامباساك بمنصب المفتش العام للمملكة.

### بذل الفرنسيون لجهود متأخرة لترقية لاوس
بذل الفرنسيون جهودًا متأخرة لإعطاء لاوس مؤسسات الدولة الحديثة. استُبدل الغارد إنديجين (حرس السكان الأصليين) بحرس لاو الوطني، وتأسست قوة شرطة لاو. أجريت انتخابات الجمعية التأسيسية، على أساس الاقتراع العام للذكور، في ديسمبر 1946، وفي عام 1947، تبنت الجمعية دستورًا أكد وضع لاوس كملكية دستورية و«دولة مستقلة» داخل الاتحاد الفرنسي. افتُتحت مدرسة ثانوية عليا في فيانغ تشان، وافتتحت مدارس جديدة في باكسي، وسافاناكيت، ولوانغ فرابانغ.
شُيدت مستشفيات وعيادات جديدة أيضًا، على الرغم من وجود نقص حاد في الموظفين المؤهلين للعمل فيهم. وضع برنامج عاجل لتدريب المزيد من موظفي الخدمة المدنية في لاو. في أغسطس 1947، أجريت انتخابات للجمعية الوطنية، وانتُخِب 35 نائبًا. أصبح الأمير سوفانارات، أحد الأقارب الملكيين، رئيس وزراء لاوس على رأس حكومة تتكون بالكامل من أعضاء من عائلات لاو لوم ذات النفوذ. كان من شأن هذا أن يستمر في كونه إحدى سمات سياسة لاو. جاءت أحزاب سياسية عابرة مختلفة ورحلت، لكن نفس العائلات العشرين قد تناوبت على المنصب، وتنافست مع بعضها البعض على غنائمه.

### لاوس تنال استقلالها (1950)
في عام 1949، عندما ساء الموقف الفرنسي في فيتنام وأصبح حسن نية لاو أكثر أهمية، قُدِّمت المزيد من التنازلات. سيطر وزراء لاو على جميع الوظائف الحكومية باستثناء الشؤون الخارجية والدفاع، على الرغم من أن اعتماد الاقتصاد شبه الكامل على المساعدة الفرنسية جعل هذا الاستقلال الجديد ظاهريًا أكثر منه حقيقيًا. في فبراير 1950، أُعلِنت لاوس رسميًا دولة مستقلة، واعترفت بها الولايات المتحدة وبريطانيا العظمى.
تقدمت لاوس بطلب للانضمام إلى الأمم المتحدة، لكن الاتحاد السوفييتي رفض طلبها. لم تتمكن أي من هذه الإجراءات من إخفاء حقيقة أن فرنسا ظلت مسيطرة بشكل أساسي على البلاد. ظلت الشؤون الخارجية والدفاع والمالية تحت السيطرة الفرنسية الفعلية، ونُقِلت سلطة القضاء ببطء إلى وزراء لاو. الأهم من ذلك، احتفظ الجيش الفرنسي بالحق في العمل بحرية في لاوس وإصدار أوامر لقوات لاو دون الرجوع إلى وزراء لاو.
في هذه الأثناء، خططت حكومة لاو الحرة في المنفى ثورة قومية ضد الفرنسيين وما رأوه كدمى لاو الخاصة بهم في فيانغ تشان. لبعض الوقت، كانت قوات لاو الحرة، تحت قيادة سوفانوفونج، قادرة على العمل من قواعد في تايلاند، وحققت بعض النجاحات، خاصة حول سافانخت. مع ذلك، في نوفمبر 1947، أعاد انقلاب عسكري في بانكوك المارشال فيبون إلى السلطة. بتشجيع من الأمريكيين، سعى إلى إصلاح علاقات تايلاند مع فرنسا، وإغلاق قواعد لاو الحرة. بعد ذلك، لم يكن بمقدور لاو الحرة شن عمليات في لاوس من الأراضي التي سيطر عليها الشيوعيون الفيتناميون، لكن هذا جاء بثمن سياسي لم يكن قادة لاو الحرة غير الشيوعيين، فيتزارات وسوفانافوما، مستعدين لدفعه.
في يناير 1949، أسس الشيوعيون اللاويون بقيادة كايسون قوة لاو عسكرية جديدة سيطر عليها الشيوعيون في فيتنام، موالين اسميًا لحكومة لاو الحرة، ولكنهم في الواقع كانوا مسؤولين أمام الحزب الشيوعي الهندوصيني. انحاز سوفانوفونج مع الشيوعيين للسيطرة على هذه القوة الجديدة، مما أدى بسرعة إلى انقسام في لاو الحرة. في يوليو 1949، أعلن القادة غير الشيوعيين في لاو الحرة حل الحكومة في المنفى، وعاد معظم أعضائها، بقيادة سوفانافوما، إلى لاوس بموجب عفو. بقي فيتزارات فقط في المنفى، لكنه كان قد فقد تأثيره السابق. في أغسطس 1951، أصبح سوفانافوما رئيس الوزراء لأول مرة، مؤكدًا مكانته كزعيم لاو غير الشيوعي الجديد.

## الشيوعية في لاوس
تأسس الحزب الشيوعي الهندوصيني (آي سي بي) من قبل هو تشي منه وآخرين في هونغ كونغ في عام 1930. كانت عضويته فيتنامية بالكامل في البداية، ولكن، كما يشير اسمه، كُلِّفَ من قبل الأممية الشيوعية في موسكو بمسؤولية الهند الصينية الفرنسية بالكامل. خلال ثلاثينيات القرن العشرين، استُقدمت حفنة من أعضاء لاويين، معظمهم من المعلمين وغيرهم من موظفي الخدمة المدنية من الرتب المتوسطة مع بعض التعليم الغربي. من حيث البنية الاجتماعية، قدمت لاوس فرصًا قليلة لنظرية التحريض الشيوعي الأرثوذكسي. كان لديها عدد قليل من العمال بأجر باستثناء البعض في صناعة تعدين القصدير.
لم تكن هنالك «مسألة زراعية» في لاوس: كان أكثر من 90 في المائة من لاو من مزارعي الأرز الذين امتلكوا أراضيهم الخاصة. لم يكن هناك مالكي أراضٍ كما في الصين ولا بروليتاريا ريفية بدون أرض. شمل أصحاب المناصب القيادية الوحيدة في جبهة لاوس الحرة: فيدانغ لوبلياياو، زعيم شعب الهمونغ في الشمال، وسيثون كومادام، زعيم لاو ثونغ الجنوبية ونجل المتمرد الجنوبي أونغ كومادام.
على الرغم من ذلك، وبحلول أواخر الأربعينيات من القرن العشرين، قام برنامج المقارنات الدولية بتعبئة مجموعة من النشطاء، بعضهم فيتنامي جزئيًا، مثل كايسون، والبعض الآخر متزوج من فيتنامي، مثل نهاك فومسافان. منحهم تشويه سمعة الفرنسيين وفشل حكومة لاو الحرة فرصتهم، لأنه بعد عام 1949، لم يمكن للصراع ضد الحكم الاستعماري أن يستمر إلا من قواعد في فيتنام وبدعم من الشيوعيين الفيتناميين.
في أغسطس 1950، أسس الشيوعيون منظمة «جبهة»، جبهة لاوس الحرة، تحت رئاسة سوفانوفونج. هذا بدوره شكل «حكومة مقاومة الوطن لاو»، وهكذا أصبحت عبارة باثيت لاو («الوطن لاو») اسمًا عامًا للحركة الشيوعية في جمهورية لاو حتى عام 1975. رقى الشيوعيون بدهاء ممثلي الأقليات الإثنية في الأراضي المرتفعة إلى مناصب قيادية في جبهة لاوس الحرة، وكان من بينهم فيدانغ لوبلياياو، زعيم شعب الهمونغ في الشمال، وسيثون كومادام، زعيم لاو ثونغ الجنوبية ونجل المتمرد الجنوبي أونغ كومادام. بما أن مناطق القاعدة الشيوعية كانت مأهولة بشكل رئيسي من قبل الأقليات الإثنية، فقد ساعد ذلك على تعزيز الدعم في هذه المناطق، لكن القيادة الشيوعية بقيت بحزم في أيدي لاو لوم. عندما تأسس في عام 1955 حزب لاو الشيوعي المنفصل (حزب لاو الثوري الشعبي أو فاك فازازون لاو)، مع كايسون كأمين عام ونهاك كنائب له، كان جميع أعضاء المكتب السياسي من اللام لوم.
ظل حزب لاو الشيوعي تحت إشراف الحزب الفيتنامي، وطوال السنوات العشرين التالية من الحرب، كانت باثيت لاو تعتمد على فيتنام للحصول على الأسلحة والمال والتدريب. قاتل عدد كبير من القوات الفيتنامية إلى جانب باثيت لاو، وكان «المستشارون» الفيتناميون يرافقون عادة قادة باثيت لاو العسكريين. اتهمت حكومة لاو المناهضة للشيوعية دائمًا باثيت لاو بأنهم دمى فيتنامية، لكن هذا كان تبسيطًا مفرطًا.
كان شيوعيو لاو والفيتناميون يقاتلون من أجل نفس الأهداف - أولًا طرد الفرنسيين، ثم تأسيس الاشتراكية، وكان اللاو يعلمون أنهم لا يستطيعون تحقيق أي من هذه الأهداف بمفردهم. علّمت الأيديولوجيا الشيوعية أن «الأممية البروليتارية» واجب على جميع الشيوعيين. قبل الشيوعيون اللاويون القيادة الفيتنامية بحرية باعتبارها الطريقة الأسرع والوحيدة لتحقيق أهدافهم.
حتى بعد أن أطاحوا بالحكومة، اعتمدت الباثيت لاو على الجنود الفيتناميين والمستشارين السياسيين للسيطرة على البلاد. كانت لحكومتهم علاقة مع فيتنام مشابهة لعلاقات الحكومات الشيوعية في أوروبا الشرقية مع الاتحاد السوفيتي. كان الثمن الذي دفعوه للحصول على الدعم الفيتنامي هو عداء أغلبية لاو لوم، الذين كانوا يكرهون الفيتناميين أكثر من الفرنسيين. لم تبدأ باثيت لاو في اكتساب الدعم في مناطق لاو لوم حتى أواخر ستينيات القرن الماضي.